# Olegario Víctor Andrade
Olegario Víctor Andrade (Alegrete, 6 de março de 1839 – Buenos Aires, 30 de outubro de 1882) foi um poeta, jornalista e político argentino nascido no Brasil.

## Obras
- El nido de cóndores (1881)
- El arpa perdida
- Prometeo
- Atlántida
- San Martín (1878)

### Ensaios
- Las dos políticas (1886)